# アサシネーション・ネーション
『アサシネーション・ネーション』（原題:Assassination Nation）は2018年に公開されたアメリカ合衆国のスリラー映画である。監督はサム・レヴィンソン、主演はオデッサ・ヤングが務めた。なお、本作は日本国内で劇場公開されなかったが、Amazonプライム・ビデオでの配信が行われている

## 概略
マサチューセッツ州セイラム。高校生のリリー・コルソンは友達と遊んだりSNSをいじったりして日々を過ごしていた。そんなある日、何者かによる大規模なハッキングが原因で、セイラムに暮らす人々のネット利用状況が明るみに出てしまった。プライバシーを侵害されたセイレムの人々は怒り狂い、魔女狩りを思わせるような犯人捜しが横行した。その結果、町全体が大混乱に陥った。
しばらくして、ハッカーのIPアドレスとリリーのそれが一致していることが判明した。住民たちはリリーを犯人と決めつけ、彼女を殺害しようとした。リリーは友人たちと協力して、狂気に堕ちた住民たちとの戦いに臨むのだった。

## キャスト
※括弧内は日本語吹き替え
- オデッサ・ヤング - リリー・コルソン（Lynn）
- スキ・ウォーターハウス - サラ・レイシー（葉山那奈）
- ハリ・ネフ - ベックス（きそひろこ）
- アブラ - エム（弘松芹香）
- ベラ・ソーン - リーガン・ホール
- ビル・スカルスガルド - マーク
- ジョエル・マクヘイル - ニック・マザーズ（落合弘治）
- モード・アパトー - グレイス（竹内恵美子）
- コールマン・ドミンゴ - タレル（乃村健次）
- アニカ・ノニ・ローズ - ナンシー・レイシー（山賀晴代）
- ケルヴィン・ハリソン・Jr - メイソン
- ルーカス・ゲイジ - エリック・ラフォント
- コディ・クリスチャン - ジョニー
- ダニー・ラミレス - ダイアモンド
- ノア・ガルヴィン - マーティ
- ジェニファー・モリソン - マーギー・ダンカン
- J・D・エヴァーモア - パターソン
- カレン・モス - バートレット市長
- スーザン・マイズナー - ローズ・マザース
- ジョー・クレスト - ローレンス
- キャスリン・アーブ - レベッカ・コルソン
- ジェフ・ポープ - リヒター
- アンドリーン・ウォード＝ハモンド - ダニエルズ
- その他の日本語吹き替え- 豊富満/井之上潤/さかき孝輔/佐々木義人/村井雄治/沢城千春/矢野龍太/橋本祐樹/西川侑津佳/奥田寛章/バトリ勝悟/平塚美玖/岡野友佑

## 製作
2016年10月、マシュー・マレックとアニータ・ゴウは映画製作会社フォックステイル・エンターテインメントを立ち上げ、同社が手掛ける最初の作品として本作を製作すると発表した。12月、オデッサ・ヤング、ハリ・ネフ、アブラ、スキ・ウォーターハウスの出演が決まった。2017年3月1日、ベラ・ソーン、モード・アパトー、ジョエル・マクヘイル、ビル・スカルスガルドが本作に出演するとの報道があった。30日、ノア・ガルヴィンがキャスト入りした。4月、アニカ・ノニ・ローズの出演が決まったと報じられた。

### 撮影
2017年3月、本作の主要撮影がルイジアナ州ニューオーリンズで始まった。

## 公開・興行収入
2018年1月21日、本作はサンダンス映画祭でプレミア上映された。23日、ネオンとAGBOが本作の全米配給権を購入したと報じられた。7月31日、リファイネリー29がネオン・AGBOと共同して本作の全米配給を行うことになったとの報道があった。
本作は『華氏119』、『ルイスと不思議の時計』、『ライフ・イットセルフ 未来に続く物語』と同じ週に封切られ、公開初週末に400万ドル前後を稼ぎ出すと予想されていたが、実際の数字はそれを大きく下回るものとなった。2018年9月21日、本作は全米1403館で公開され、公開初週末に105万ドルを稼ぎ出し、週末興行収入ランキング初登場15位となった。

## 評価
本作は批評家から好意的に評価されている。映画批評集積サイトのRotten Tomatoesには25件のレビューがあり、批評家支持率は64%、平均点は10点満点で5.7点となっている。サイト側による批評家の見解の要約は「『アサシネーション・ネーション』はエクスプロイテーション映画の要素と社会啓発の要素を積極的に取り込んでいるが、上手く行っている箇所と上手く行っていない箇所がある。しかし、この手の映画のファンにとって、本作は十二分にスタイリッシュかつエネルギッシュな作品であるため、鑑賞せずにはおれないだろう」となっている。また、Metacriticには9件のレビューがあり、加重平均値は54/100となっている。